# 坎迪斯·布什奈尔
坎迪斯·布什奈尔（英語：Candace Bushnell，1958年12月1日—）是一位美国作家、记者和电视制片人。1994-96年期間，她的文章登上了纽约观察家报专栏，后来這些被改编成畅销书《慾望城市》。HBO電視劇《慾望城市》就是根據暢銷書改編的。她還有其他两部小说被改编成电视剧，分別是在NBC上映的口紅森林以及在CW電視網上映的凯莉日记。